# Creagrutus bolivari
Creagrutus bolivari är en fiskart som beskrevs av Schultz, 1944. Creagrutus bolivari ingår i släktet Creagrutus och familjen Characidae. Inga underarter finns listade i Catalogue of Life.